# ネムチュア
ネムチュア（ベトナム語：Nem Chua / 腩䣷）は、豚肉などを原料とするベトナムの発酵食品。

## 概要
新鮮な豚モモの挽肉に油、砂糖、香辛料などを加えて混ぜ、さらに茹でた豚皮の細切りと焼いた米粉を加える。機械で押し出して棒状に成形した後、グアバの葉と一緒にバナナの葉で包む。2つずつ紐で縛り、室温で一晩発酵させると完成となる。気温15-17度で1週間程度の保存が可能であり、そのまま又は唐辛子などをつけて食べる。

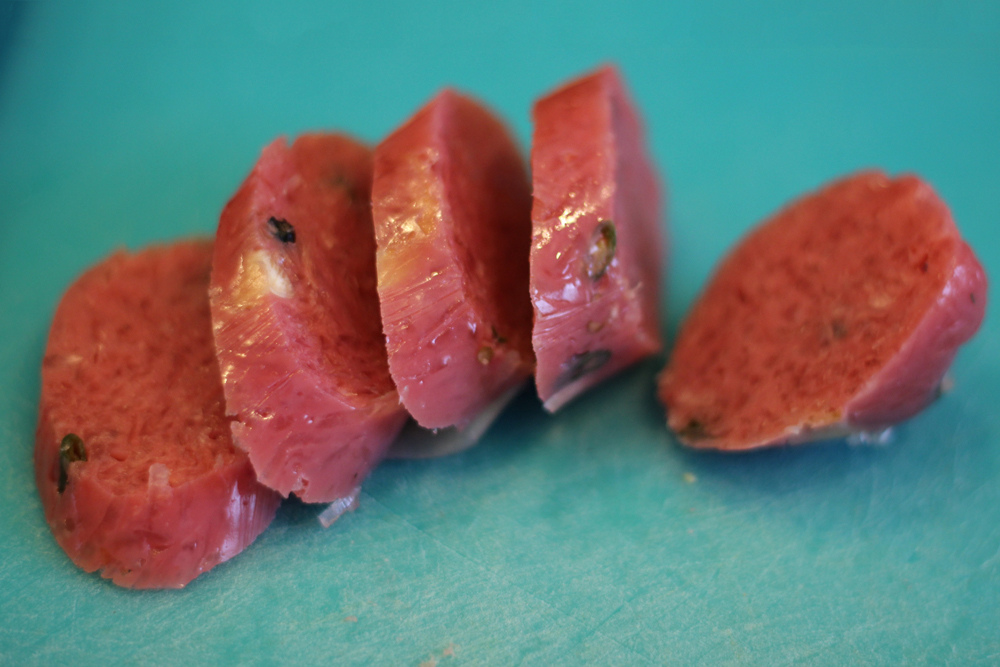
切ったネムチュア
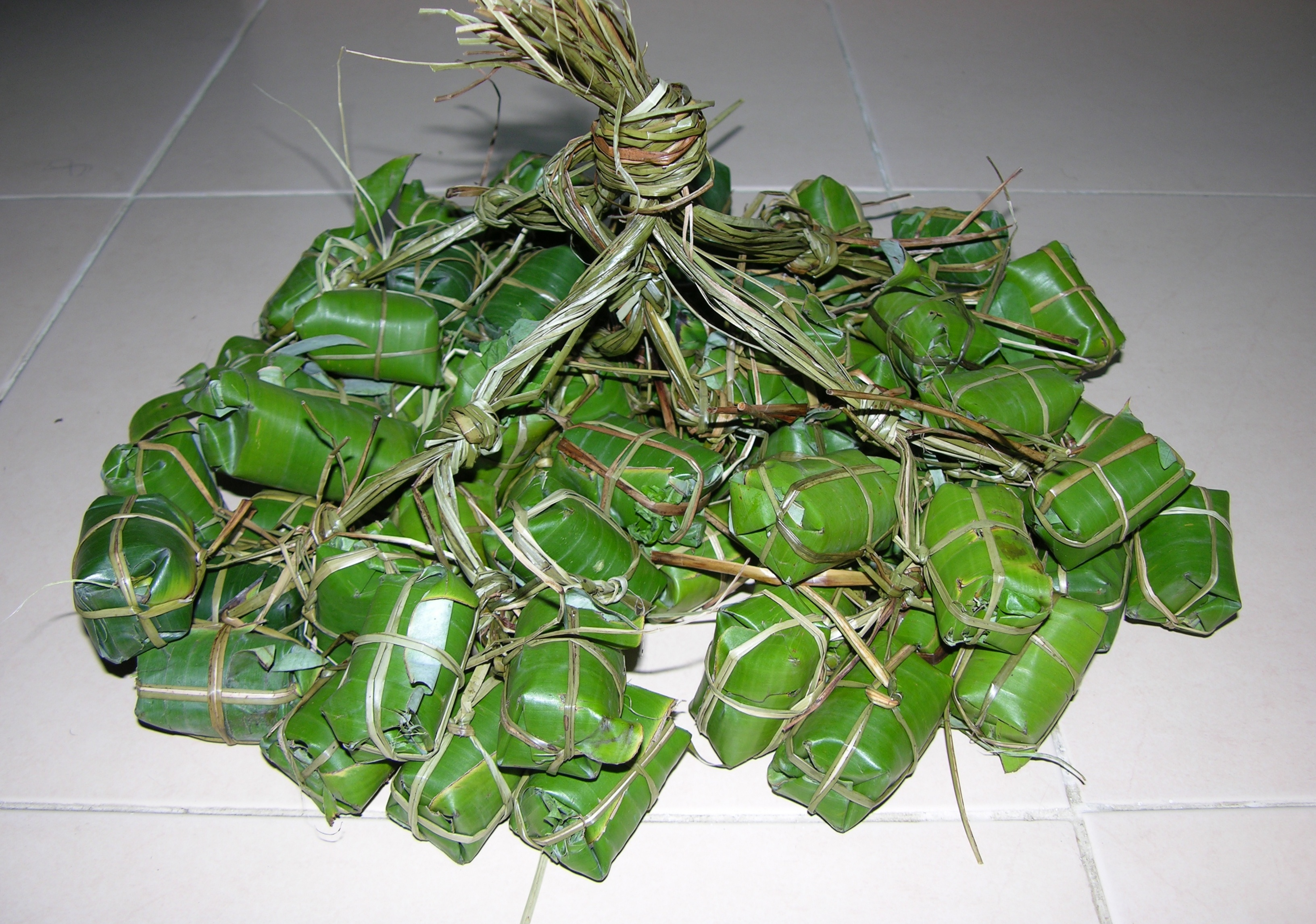
バナナの葉で包んだ状態
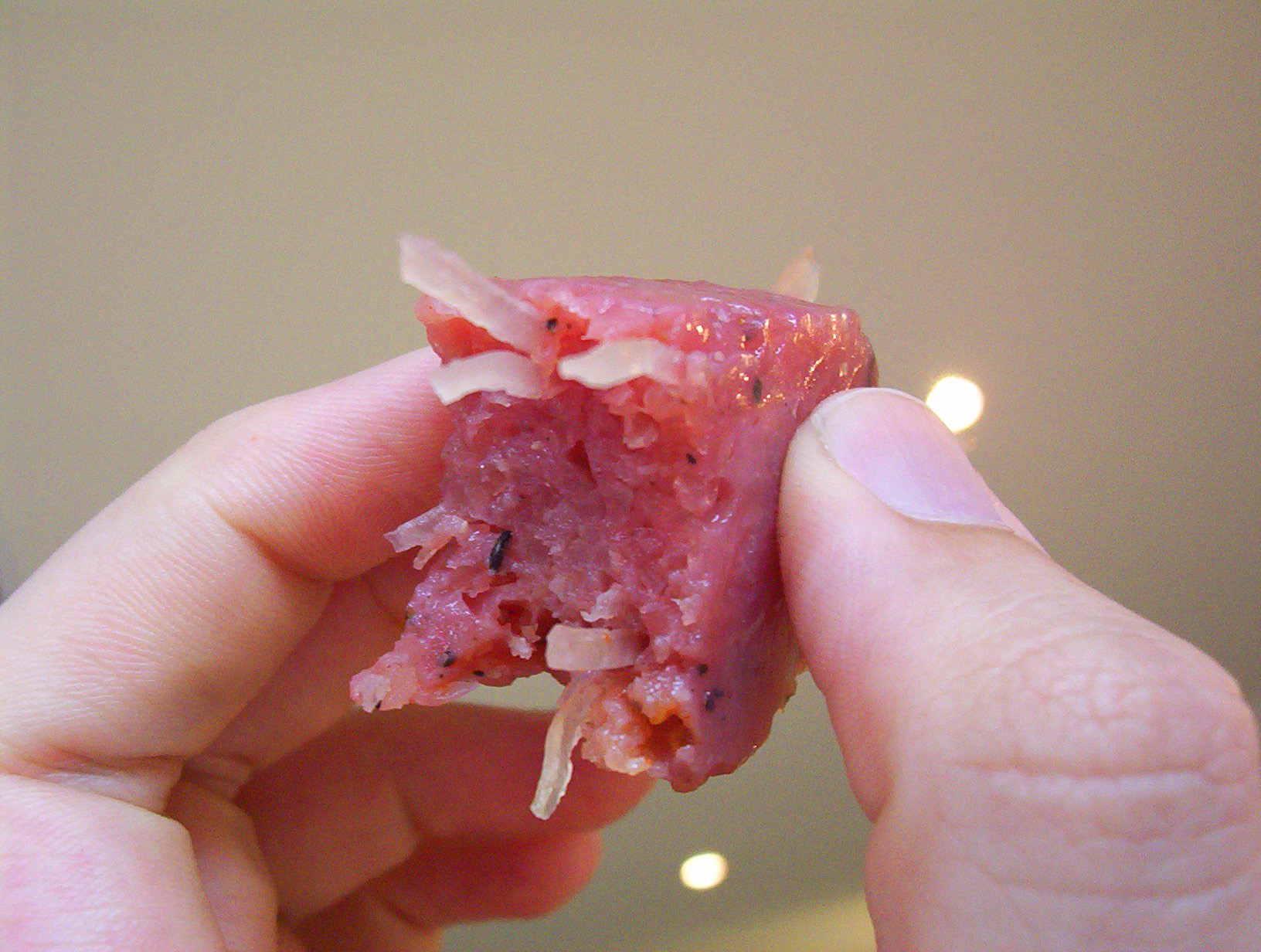
指との大きさ比較
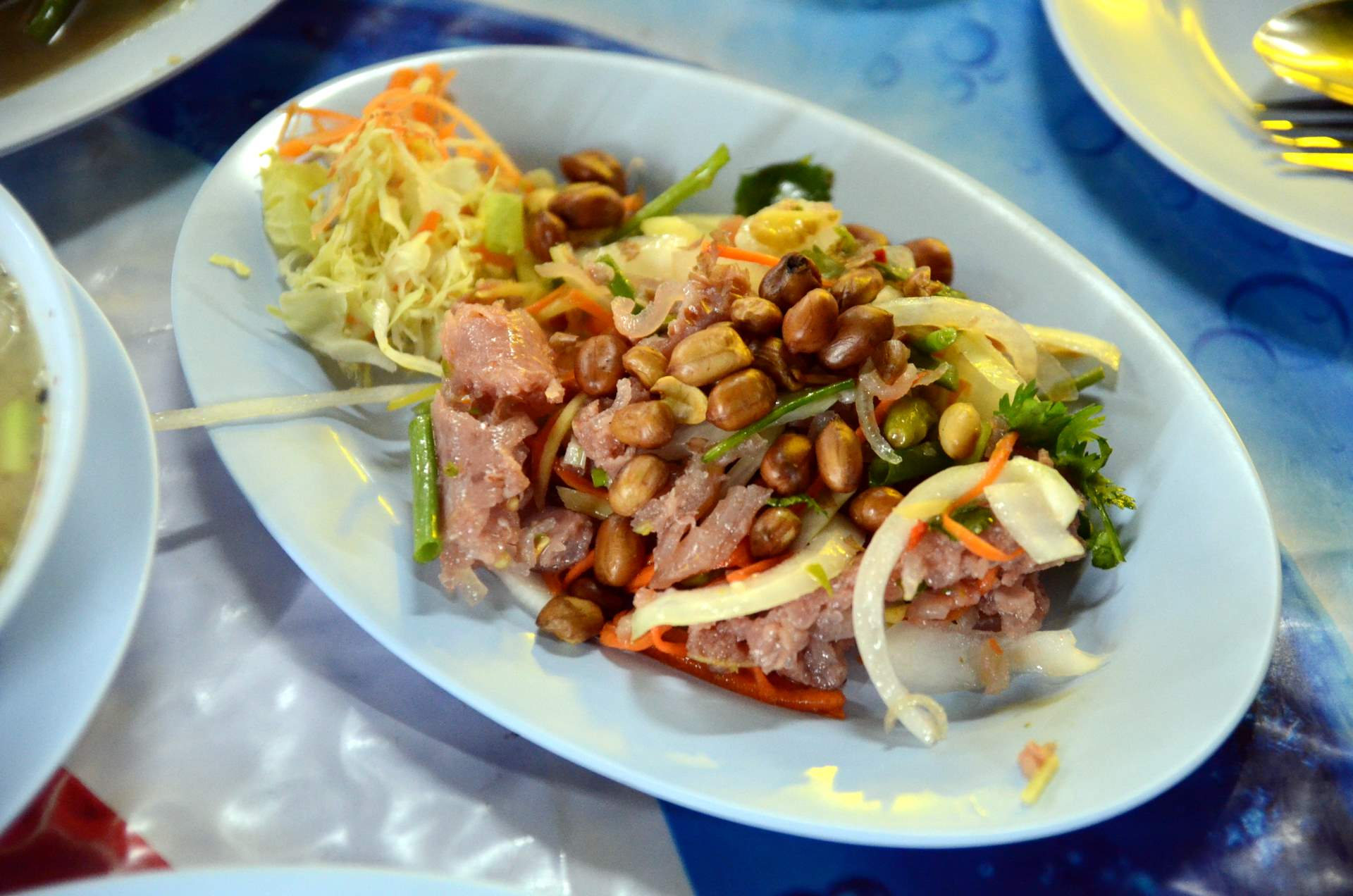
ネムチュアのサラダ